# Zacky Muñoz
Zacky Muñoz (nacido en 2012) es un autor y activista estadounidense conocido por su concienciación y defensa de la alergia alimentaria. Es Embajador de FARE y autor de The Zacky Bill y Muñoz SAFE Act, ambos convertidos en ley en 2022 y 2023 respectivamente.

## Biografía
Zacky Muñoz es hijo de Priscilla y Zachary Muñoz, y tiene un hermano menor.
Muñoz ha sufrido de eccema desde su nacimiento y le diagnosticaron alergias a los frutos secos, semillas de sésamo, mariscos, legumbres y aguacates. Cuando estaba en primer grado, tuvo dos reacciones anafilácticas en la escuela. El primer incidente fue cuando comió un palito de pan espolvoreado con semillas de sésamo. El segundo fue cuando los crutones habituales sin alérgenos en su ensalada fueron cambiados por unos con alérgenos. Los dos episodios impulsaron a Zacky y a su madre, Priscilla, a trabajar en Proyectos de Ley de la Asamblea centrados en la seguridad de las alergias alimentarias en la escuela.

## Proyectos de ley de la Asamblea

### Zacky Bill
La Zacky Bill, también conocida como Proyecto de Ley de la Asamblea 2640, ha sido aprobada tanto por el senado estatal como por la asamblea estatal y fue promulgada como ley de California por el gobernador Gavin Newsom en 2022. Esta guía ayuda a los administradores escolares, enfermeras, personal y familias a navegar por los cálculos diarios, opciones y protecciones disponibles para los escolares con alergias alimentarias. La Zacky Bill es conocida como la Guía de Recursos de California y está disponible en el sitio web del Departamento de Educación.

### Muñoz SAFE Act
En 2023, Muñoz impulsó la Muñoz SAFE Act, conocida como Proyecto de Ley de la Asamblea 1651, que significa "Student Allergy Framework for Emergencies" (Marco de Alergias Estudiantiles para Emergencias). Este proyecto de ley exige que las escuelas almacenen epinefrina en un lugar accesible, como un EpiPen, y proporcionen capacitación al personal sobre cómo usarlos. Muñoz abogó y cabildeó por el proyecto de ley durante su paso por la legislatura estatal de California.

### The Zacky FAST Act
En 2024, Muñoz presentó una tercera pieza legislativa, la Zacky Food Allergy Safety Treatment (FAST) Act, destinada a promover la seguridad de las alergias alimentarias en California. Este proyecto de ley proporcionaría a las escuelas opciones para tener los últimos métodos de administración de epinefrina aprobados por la FDA accesibles para estudiantes con reacciones alérgicas graves. Esto incluye auto-inyectores de epinefrina, aerosoles nasales u otros sistemas de administración. Muñoz fue el primero en presentar esta legislación y desde entonces otros estados y defensores han seguido su ejemplo.

## Concienciación y defensa de la alergia alimentaria
Muñoz aparece en videos de la serie sobre alergias alimentarias de FARE, como "Kids Cuisine Remix" y "Zacky's Kitchen", y en una campaña de regreso a clases. Muñoz también fue visto en las redes sociales de Arnold Schwarzenegger.

## Reconocimientos
- En 2023, Muñoz aceptó un reconocimiento de la Supervisora Kathryn Barger en Los Ángeles.[7]

- Muñoz recibió la Resolución de Oro del Senado de California, uno de los más altos honores otorgados en la Legislatura de California.[16]